# Jesper Halle
Jesper Halle (född 1956 i Oslo) är en norsk dramatiker, känd för sina verk för teater, radio och TV. Några av hans verk har även satts upp internationellt.

## Verkförteckning
- Livet er en sandstrand.  Skådespel (Oslo Nye Teater, 1990).  Bokform (CoMedia forlag, 1996)
- Villender (Teater Ad Libitum, 1996)
- Dagenes lys (Oslo Nye Teater, 1996).  Utgiven som bok (CoMedia forlag)
- Vest for Eden.  Skådespel (Oslo Nye Teater, 2000).  Utgiven som bok (Solum Forlag).
- 24 mislykte nordmenn.  Skådespel och monologer (Trøndelag Teater, 2003).
- Lilleskogen (2004).  Utgiven som bok (Solum Forlag)
- Isbjørnen og jeg (Det Åpne Teater, 2004).
- Sandy og Richard.  Skådespel (2004).  Utgiven som bok med Isbjørnen og jeg (Transit Forlag, 2005)
- Noras barn (Teater Ibsen, 2005)
- Johnny og Johanna.  Tre delar (NRK, 2004-06)
- Jeg er vinden i trærne.  Skådespel, utgiven som bok (Transit Forlag, 2006).
- Husarenes ettermiddag (Det Åpne Teater, 2006).  Også bokform (Transit Forlag)

Han har också skrivit manus för TV-serierna
Offshore,
Soria Moria,
I de beste familier och
Mia.

## Utmärkelser
- Ibsenpriset 1997 för Dagens lys
- Wilhelm Hansen Fondens nordiska dramatikerpris för Lilleskogen
- Heddaprisen 2004 för Lilleskogen